# Бенто (футболіст)
Бенто Матеус Крепскі (порт. Bento Matheus Krepski), відоміший як просто Бенто (порт. Bento); нар. 10 червня 1999, Куритиба) — бразильський футболіст, воротар саудівського клубу «Ан-Наср» (Ер-Ріяд) та національної збірної Бразилії. Дворазовий переможець Ліги Паранаенсе.

## Клубна кар'єра
Бенто Матеус Крепскі народився 1999 року в місті Куритиба, та є вихованцем футбольної школи клубу «Атлетіку Паранаенсе». У дорослому футболі дебютував 2019 року виступами у складі команди «Атлетіку Паранаенсе», в якій грав до 2024 року, та двічі став у її складі переможцем Ліги Паранаенсе.
З 2024 року Бенто грає у складі саудівського клубу «Ан-Наср» (Ер-Ріяд). Станом на 25 жовтня 2024 року відіграв за саудівську команду 8 матчів в національному чемпіонаті.

## Виступи за збірну
2024 року Бенто дебютував у складі національної збірної Бразилії. У складі збірної був учасником розіграшу Кубка Америки 2024 року у США. Станом на жовтень 2024 року провів у складі національної збірної 2 матчі, в яких пропустив 3 м'ячі.

## Титули і досягнення
- Переможець Ліги Паранаенсе (2):

«Атлетіку Паранаенсе»: 2020, 2023